# Batailles du Beleriand
 (novembre 2008).
Si vous disposez d'ouvrages ou d'articles de référence ou si vous connaissez des sites web de qualité traitant du thème abordé ici, merci de compléter l'article en donnant les références utiles à sa vérifiabilité et en les liant à la section « Notes et références ».
Les batailles du Beleriand sont des événements de l'œuvre imaginaire de l'écrivain britannique J. R. R. Tolkien. Au nombre de cinq, elles eurent lieu, comme leur nom l'indique, en Beleriand, et sont relatées dans Le Silmarillion.

## Les batailles

### La première bataille
La première bataille de Beleriand eut lieu en l'an 1497 des Arbres. Morgoth, tout juste échappé du Valinor, lança ses Orques contre les Sindar, à l'époque seuls Elfes à peupler le Beleriand. En raison de leur immense infériorité numérique, ils furent presque vaincus sauf en Doriath, où le pouvoir du roi Thingol et de la reine Melian était le plus fort. À l'ouest, les Elfes de Círdan furent assiégés dans leurs cités, tandis qu'à l'est, les Elfes Verts d'Ossiriand subissaient une grave défaite, leur seigneur Denethor étant tué au sommet de la colline d'Amon Ereb où il s'était retranché.

### La deuxième bataille: Dagor-nuin-Giliath
Dagor-nuin-Giliath, la « Bataille sous les étoiles », est la première des Batailles du Beleriand impliquant les Elfes Ñoldor, qui en sortent victorieux au terme de dix jours de combat.
Après le meurtre de son père Finwë et le vol des Silmarils par Morgoth, Fëanor parvient à convaincre les Ñoldor de retourner avec lui en Terre du Milieu pour se venger et reprendre leur bien, d'autant plus qu'ils n'ont, d'après lui, plus rien à attendre des Valar. Une grande partie des Ñoldor quitte donc le Valinor, mais la plupart des partants préfère se ranger sous la bannière de Fingolfin, demi-frère de Fëanor et plus populaire que lui. L'inimitié entre les deux demi-frères est telle que Fëanor profite de la première occasion qui lui est offerte pour abandonner Fingolfin sur les côtes désertiques du nord d'Aman, ralliant la Terre du Milieu à bord de navires telerins.
Pendant ce temps, en Beleriand, les Sindar sont assaillis par les armées de Morgoth : à l'ouest, dans les Falas, Círdan est assiégé, et à l'est, les Elfes Verts sont presque anéantis. Seul le royaume de Thingol, Doriath, tient bon.
Les vaisseaux des Teleri touchent terre au niveau de l'estuaire du Drengist, au lieu-dit Losgar, et Fëanor ordonne qu'ils soient tous incendiés. La lueur du brasier est telle qu'elle est vue de Fingolfin comme de Morgoth, qui envoie aussitôt des Orques dans cette direction. Pendant ce temps, Fëanor remonte le Drengist et marche jusqu'au lac Mithrim, sur la rive nord duquel il établit un campement provisoire.
Les Orques franchissent les cols de l'Ered Wethrin et se ruent sur le campement des Ñoldor avant qu'il n'ait été mis en position de défense. En dépit de l'effet de surprise et d'un rapport de forces qui leur est largement favorable, les Orques sont aisément battus par les Elfes, qui les refoulent dans la plaine d'Ard-galen.
« Les Noldor, moins nombreux et pris au dépourvu, remportèrent cependant une victoire rapide : leurs yeux avaient conservé l'éclat de la lumière d'Aman, ils étaient encore forts et rapides, leur colère était mortelle et leurs épées grandes et terribles. »
Une seconde armée orque arrive alors du sud : c'est celle qui harcelait Círdan. Elle remonte le Sirion pour venir au secours des Orques vaincus, mais tombe dans une embuscade tendue par Celegorm, le troisième fils de Fëanor, près des sources du Sirion. Il repousse les troupes de Morgoth dans les marais de Serech, où elles sont exterminées.
La victoire est alors acquise aux Ñoldor, mais Fëanor, enragé et persuadé de pouvoir bientôt se venger de Morgoth, pourchasse sans relâche les fuyards, jusqu'à se retrouver isolé de ses troupes. S'en rendant compte, les Orques font demi-tour et l'encerclent, aidés par les Balrogs qui sortent enfin d'Angband. Fëanor combat longtemps, mais finalement, Gothmog, le prince des Balrogs, le blesse mortellement. C'est alors que les fils de Fëanor arrivent et font fuir les ennemis, recueillant les derniers mots de leur père.
Cette victoire tonitruante des Ñoldor est providentielle pour les Sindar, qui font tout d'abord bon accueil aux Ñoldor.

### La troisième bataille: Dagor Aglareb
Dagor Aglareb, la « Bataille Glorieuse », est  la troisième des Batailles du Beleriand, qui se déroula 60 ans après le premier lever du Soleil au Premier Âge.
Morgoth sut par ses espions que les Princes Ñoldor voyageaient sans penser ni se soucier de la guerre. Il envoya alors ses Orques envahir les plaines d'Ard-galen, et des flammes sortirent des Montagnes de Fer. Les Orques franchirent le col du Sirion à l'Ouest, et à l'Est ils passèrent les contreforts des Montagnes Bleues.
Mais Fingolfin et Maedhros étaient vigilants. Les deux armées elfiques écrasèrent les Orques d'Angband qui s'étaient dispersés en petits groupes pour dévaster le Beleriand.
Dagor Aglareb fut une grande victoire pour les Ñoldor ainsi qu'un avertissement. Ils rapprochèrent et renforcèrent leurs garnison et camps, et commencèrent le siège d'Angband, qui dura plus de 400 ans.

### La quatrième bataille: Dagor Bragollach
La quatrième bataille fut nommée Dagor Bragollach, « Bataille de la Flamme Subite », car elle débuta lorsque, au cœur de l'hiver 455 P.A., des torrents de flammes jaillirent d'Angband et dévastèrent la plaine d'Ard-Galen, tuant un grand nombre d'Elfes. Après cela, les armées de Morgoth ravagèrent le Dorthonion et mirent en déroute les fils de Fëanor et de Finarfin, rompant ainsi le siège d'Angband.
La bataille commença donc par la destruction de la plaine d'Ard-Galen, qui fut renommée Anfauglith (Poussière d'agonie) puis par un assaut violent des Orques venus des profondeurs d'Angband, menés par Glaurung le Dragon. Hithlum, à l'ouest, fut tenu par Fingolfin, le Grand Roi des Elfes, Fingon, son fils et les Humains et ne fut pas conquis ; au centre de la bataille, le pays de Dorthonion tomba malgré une défense furieuse de la part des fils de Finarfin qui y vivaient. À l'est, bien que les fils de Fëanor luttèrent âprement, le col d'Aglon et la forteresse d'Himring tombèrent, et l'armée de Maedhros, fils aîné de Fëanor, et de ses frères fut dispersée. La bataille se termina par le duel entre Morgoth et Fingolfin, où, malgré son courage et sa valeur, Fingolfin mourut. La bataille fut donc une grande victoire pour Morgoth, mais ce dernier souffrit de sept blessures infligées par Fingolfin et une huitième au visage infligée par le Roi des Aigles Thorondor et n'osa plus jamais s'aventurer hors de sa forteresse souterraine.
Dagor Bragollach est une terrible défaite pour les Elfes et les Edain qui préfigure le désastre des Nírnaeth Arnoediad, « la Bataille des Larmes Innombrables », bien que toutes les armées de Morgoth aient été exterminées.

### La cinquième bataille: Nírnaeth Arnoediad

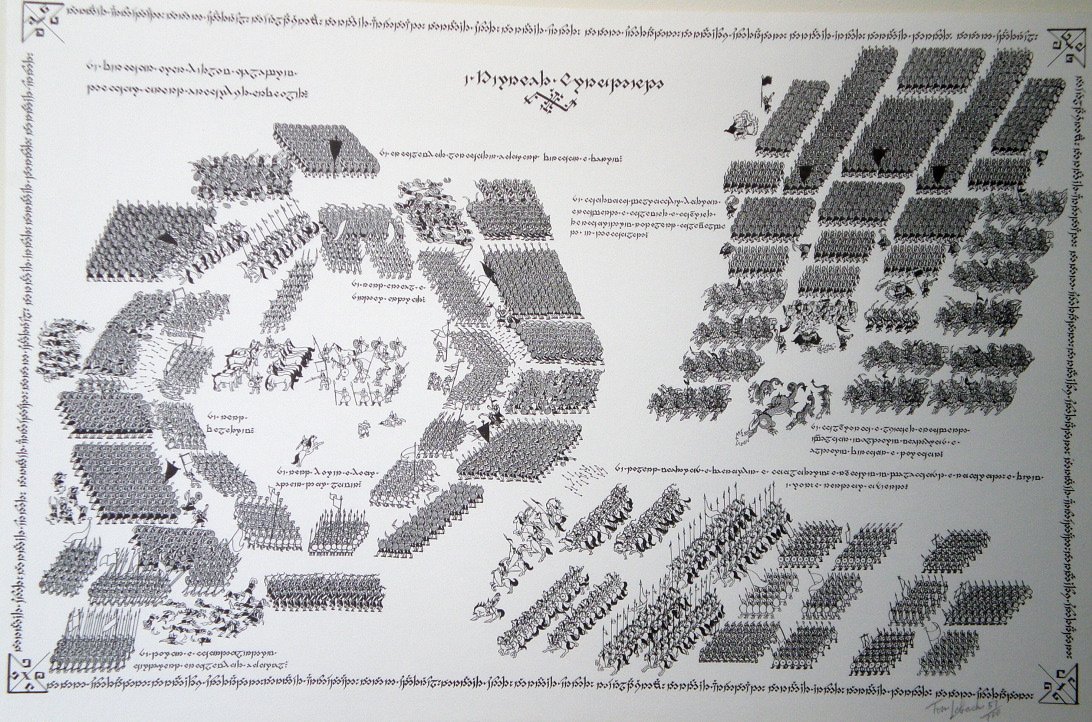
La cinquième bataille

Les Nírnaeth Arnoediad sont la plus célèbre de toutes les Batailles du Beleriand. Elle eut lieu en 472 P.A. et fut appelée Nírnaeth Arnoediad, « Larmes Innombrables », car elle se solda par un désastre sans précédent. 
Elle fut à l'initiative des fils de Fëanor, les Elfes qui assiégeaient la forteresse de Morgoth dans le but de récupérer les Silmarils volés en Valinor. Mais la bataille se solda par un échec catastrophique pour les adversaires de Morgoth qui perdirent un nombre de soldats considérable, d'où le nom qu'on lui donna.
Lors de cette bataille, les fils de Fëanor rassemblèrent tous leurs alliés Elfes, Nains et Hommes et lancèrent l'assaut. En raison d'une trop grande précipitation, ils faillirent être encerclés et vaincus par les Dragons, les Balrogs et les Orques mais furent secourus in extremis par l'intervention de l'armée de Turgon le roi de la cité de Gondolin.
Mais alors que la victoire semblait acquise pour les Elfes et leurs alliés, de nombreux clans d'humains abandonnèrent la bataille ou se rangèrent du côté de Morgoth et purent donner la victoire à ses armées.
Seuls contre Morgoth restaient les Eldar et les Hommes qui n'avaient pas changé de camp, autrement dit les trois maisons des Edain. Húrin, père de Túrin permit à l'armée de Gondolin de s'échapper en défendant le passage. Huor, père de Tuor fut tué dans la bataille, et son frère Húrin fut capturé sur ordre de l'Ennemi.

## Adaptations
Dagor Bragollach est le nom d'un titre du groupe de black metal autrichien Summoning inspiré de la même bataille.